# Antenati dei re del Wessex

Secondo la Cronaca Anglosassone il regno del Wessex venne fondato da Cerdic. Ma la stessa fonte fornisce un'ulteriore genealogia, che risale fino a Woden (Odino). Questa attribuzione non è casuale, in quanto molti re e capi minori del mondo Anglo-Sassone o Scandinavo si conferivano una discendenza divina. Tuttavia nel caso del Wessex l'attribuzione potrebbe essere più recente e datarsi a Egbert, contemporaneo alla prima stesura della Cronaca.
Kenneth Sisam ha dimostrato che queste aggiunte genealogiche servivano non solo per legittimare il potere del Wessex ma anche per collegare la storia dei loro re a quella dei re di Bernicia.
Tuttavia quanto si confrontano le genealogie dei re di Bernicia con quelli del Wessex risultano alcune anomalie. Le uniche coincidenze sia hanno solo quando Woden, Bældæg e Brond vengono detti propri antenati, ma a partire da quest'ultimo la genealogia si separa. Si potrebbe spiegare la divergenza supponendo che Brand abbia avuto non uno ma due figli: Friðgar (linea del Wessex) e Benoc (linea della Bernicia).
| CRONACA ANGLOSASSONE |          |
| WESSEX               | BERNICIA |
| Woden                |          |
| Bældæg               |          |
| Brond                |          |
| Friðgar              | Benoc    |
| Freawine             | Aloc     |
| Wig                  | Angenwit |
| Giwis                | Ingui    |
| Esla                 | Esa      |
| Elesa                | Eoppa    |
| Cerdic               | Ida      |

## Brond
Figlio di Bældæg (corrispondente al norreno Baldr), viene menzionato soltanto nella Cronaca ed è assente sia nell'Edda poetica sia nell'Edda di Snorri. Il nome potrebbe derivare dal norreno brandr "punta di una spada" con significato di "marchio".

## Wig
Wig era uno dei due figli naturali di Freawine e figli adottivi di Wermund, re degli Angli e dei Dani.

## Giwis
Noto anche come Gewis, fu il capostipite eponimo dei re del Wessex: i discendenti di Cerdic erano infatti conosciuti anche come Gewissæ. A sua volte fu padre di Esla ed Elesa.

## Cerdic
Cerdic potrebbe essere un'anglicizzazione di un nome brittonico e molti dei suoi successori ebbero nomi molto probabilmente di origine celtica, indicando che il regno del Wessex nacque da una certa fusione tra indigeni celti e invasori germani.

## Teoria di Sisam
Nel 1953 lo studioso di storia Anglo-Sassone Kenneth Sisam presentò una teoria che tuttora viene accettata. Sisam notò somiglianze tra le genealogie più antiche dei re di Bernicia e del Wessex, presenti tanto nella Cronaca anglosassone quanto nei resoconti di Asser (andati distrutti in un incendio nel XVIII secolo). Sisam avanzò l'ipotesi che l'aggiunta di una coppia di eroi (Giwis e Wig) nella genealogia già esistente creava una seconda allitterazione (la prima era Bældæg/Brond) che portò a una terza allitterazione, Esla/Elesa.
Per comprendere questo processo, più poetico che storico, bisogna tener presente che l'allitterazione era un meccanismo fondamentale nella memorizzazione e usatissimo nella poesia germanica. Quindi potrebbe trattarsi soltanto di un procedimento adatto a tramandare e assegnare un rango elevato ai re del Wessex.
Traendo queste conclusioni, Sisam fornisce la genealogia secondo lui originaria:
| Genealogia suggerita da Sisam |
| Woden                         |
| Bældæg                        |
| Brond                         |
| Freawine                      |
| Wig                           |
| Giwis                         |
| Elesa                         |
| Cerdic                        |

La conclusione di Sisam è che la genealogia più antica per i re del Wessex non andava oltre Cerdic (forse lui stesso figlio di Woden) e che l'elaborazione successiva si deve alla comparazione con i re di Bernicia. David Dumville integrò la teoria teorizzando che tale elaborazione era il risultato dell'alleanza politica del VI secolo tra i due regni.